# USS Corry (DD-463)

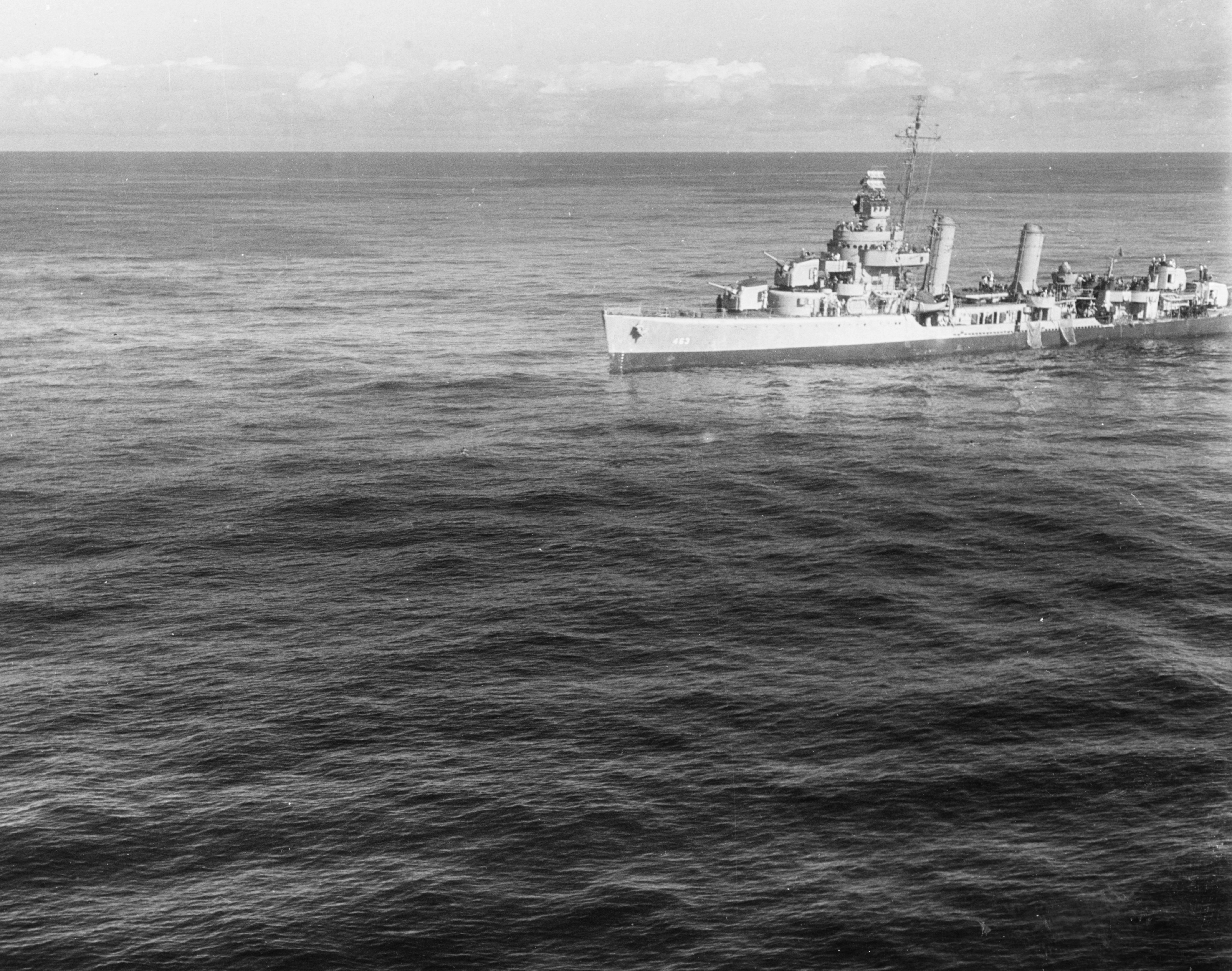
USS „Corry”

USS Corry (DD-463) – amerykański niszczyciel typu Gleaves z okresu II wojny światowej.

## Historia
Zwodowany 28 lipca 1941 roku w stoczni Charleston Navy Yard w Karolinie Południowej. Nazwany na cześć Williama Merrilla Corry'ego, oficera marynarki odznaczonego Medalem Honoru podczas pierwszej wojny światowej. 
USS „Corry” pełnił głównie misje patrolowe i pływał w eskorcie konwojów. 25 października 1942 brał udział w lądowaniu w Afryce Północnej jako eskorta lotniskowca USS „Ranger”. 16 marca 1944 okręt współuczestniczył w zatopieniu niemieckiego U-Boota U-801. 19 marca 1944 uratował 8 członków załogi U-1059, zatopionego przez samoloty z lotniskowca eskortowego USS „Block Island”.
6 czerwca 1944 wziął udział w inwazji aliantów w Normandii, gdzie zatonął rozerwany przez minę morską na pół, a później ostrzelany przez baterie artylerii. Z 294 osobowej załogi zginęło 13 marynarzy, a 33 zostało rannych. Godne uwagi jest to, że gdy okręt szedł już na dno, jeden z marynarzy wspiął się na maszt okrętu będącego pod silnym ostrzałem i podniósł banderę, po czym odpłynął.

## Dane taktyczno-techniczne
- Uzbrojenie: 	
  - 5 dział uniwersalnych kalibru 127 mm (5 cali), w wieżach jednodziałowych. Długość lufy 38 kalibrów.
  - 6 działek przeciwlotniczych 20 mm
  - 6 wkm plot 12,7 mm
  - 10 wyrzutni torpedowych 533 mm
  - 2 miotacze bomb głębinowych